# Platyscelidini
Platyscelidini is een kevergeslachtengroep uit de familie zwartlijven (Tenebrionidae). De wetenschappelijke naam van de geslachtengroep  werd voor het eerst geldig gepubliceerd in 1859 door Lacordaire.

## Taxonomie
De volgende geslachten worden bij de geslachtengroep ingedeeld:
- Bioramix Bates, 1879
- Microplatyscelis Kaszab, 1940
- Myatis Bates, 1879
- Oodescelis Motschulsky, 1845[1]
- Platyscelis Latreille, 1818
- Somocoelia Kraatz, 1882
- Somocoeloplatys Skopin, 1968
- Trichomyatis Schuster, 1931